# Kováčovce
Kováčovce es un municipio del distrito de Veľký Krtíš en la región de Banská Bystrica, Eslovaquia, con una población estimada a final del año 2024 de 300 habitantes.
Se encuentra ubicado al suroeste de la región, en la cuenca hidrográfica del río Ipoly —un afluente izquierdo del Danubio— y cerca de la frontera con la región de Nitra y con Hungría.

## Demografía
| Año        | 1994 | 2004    | 2014    | 2024     |
| ---------- | ---- | ------- | ------- | -------- |
| Población  | 415  | 377     | 365     | 300      |
| Diferencia |      | −9,15 % | −3,18 % | −17,80 % |

| Año        | 2023 | 2024    |
| ---------- | ---- | ------- |
| Población  | 301  | 300     |
| Diferencia |      | −0,33 % |